# 박제인
박제인(Jane Bahk, ?~)은 캐나다의 동화책 작가이다.
캐나다 토론토에서 태어났으며, 전직 학교 교사이다. 또한 그녀의 부모는 한국에서 캐나다로 이민왔다.